# Сподњи Јакобски Дол
Сподњи Јакобски Дол (словен. Spodnji Jakobski Dol) је насељено место у општини Песница, Подравска регија, Словенија.

## Историја
До територијалне реорганизације у Словенији био је у саставу старе општине Песница.

## Становништво
У попису становништва из 2011. године, Сподњи Јакобски Дол је имао 365 становника.
| Број становника према пописима | Број становника према пописима | Број становника према пописима |
| ------------------------------ | ------------------------------ | ------------------------------ |
| 1991                           | 2002                           | 2011                           |
| 344                            | 353                            | 365                            |